# Luskouni
Luskouni (Pholidota) jsou hmyzožravý řád savců s tělem pokrytým velkými rohovitými šupinami. Můžeme je najít v Africe a Asii. Na jejich jídelníčku se nacházejí převážně mravenci, termiti a další hmyz. Mají bezzubé čelisti. Jsou nejasného evolučního původu (stáří asi 65 milionů let). Představují nejbližší příbuzné šelem.

## Popis
Nezaměnitelným rysem luskounů jsou rohovité, navzájem se překrývající šupiny, které kryjí záda, boky a ocas. Na krku, břiše a vnitřní straně končetin šupiny chybí. Luskouni mají malou úzkou klínovitou hlavu, protáhlé tělo a dlouhý ocas. Délka těla se pohybuje mezi 65 až 150 cm, délka ocasu mezi 40 až 90 cm. Hmotnost se pohybuje od 2 do 35 kg.
Luskouni mají končetiny s pěti prsty zakončenými silnými drápy, které při chůzi kladou na stranu. Všechny druhy se na krátké vzdálenosti dovedou pohybovat po zadních končetinách, přičemž ocas používají jako oporu. Ke spánku či na obranu proti útoku se svinují do pevného klubka. (Svaly jsou tak silné, že svinutého luskouna nelze rozvinout.)

## Výskyt
Luskouni se vyskytují ve střední a jižní Africe a v jižní Asii. Žijí v lesích. Některé africké druhy žijí pouze na stromech, tři asijské druhy částečně na stromech a částečně na zemi.

## Způsob života
Luskouni jsou samotářští noční tvorové, kteří přes den odpočívají ve stinném úkrytu. Kromě lidí se luskouni díky svému fyzickému vybavení dokáží ubránit i větším šelmám. Při ohrožení se pevně stáhnou do klubka, což pytlákům usnadňuje jejich sběr. Síla stahu a pohyb šupin však mohou útočníkovi rozdrtit končetiny. Na svou obranu také dokáží vystřikovat páchnoucí sekret.
Luskouni jsou hmyzožraví, převážně se živí mravenci a termity, které loví dlouhým lepkavým jazykem. Jelikož nemají zuby, polykají potravu v celku. K rozmělnění potravy dochází až v žaludku.
Po spáření a pěti měsících březosti rodí samice jedno mládě, které váží od 100 do 500 g. U asijských druhů byla v jednom vrhu pozorována i dvě nebo tři mláďata. U druhů žijících na stromech se mládě po narození přichytí matce na ocas a je nošeno až tři měsíce. Luskouni dospívají ve věku 1 až 2 let; délka života je přibližně 13 let.

## Ohrožení a ochrana
Luskouni jsou v lokalitách svého výskytu (jak v Asii, tak v Africe) velice žádaní pro svoje maso a šupiny. Je odhadováno, že jen do Číny a Vietnamu je ročně propašováno až 100 000 jedinců, což z luskounů činí nejpašovanější zvířata světa. Důsledkem je, že všechny druhy jsou vedené Mezinárodním svazem ochrany přírody (IUCN) jako ohrožené vyhubením, dva dokonce jako kriticky ohrožené. Všechny druhy luskounů jsou uvedeny v příloze I mezinárodní úmluvy CITES mezi druhy, s nimiž je veškerý mezinárodní obchod zakázán. Pokusy o ochranu jsou kvůli rozsahu nelegálního obchodování zatím jen málo úspěšné.

## Chov v zoo
Rozmnožování luskounů v lidské péči je velmi obtížné. Chov vyžaduje velmi specifické podmínky a stravu. Luskouni mají navíc kvůli genetické dysfunkci sníženou imunitu, což je činí velmi náchylnými k nemocem jako pneumonie či vředy, stejně tak jako k napadení vnitřními parazity, což následně často vede k jejich předčasnému úhynu.
V létě 2020 byli luskouni v rámci evropských zoo chováni pouze v Zoo Lipsko. Druhým místem je Zoo Praha, kde je od dubna 2022 pár luskounů krátkoocasých dovezených ze Zoo Tchajpej. Samec jménem Guo Bao a samice Run hou Tang (jména jsou složeninami jmen jejich rodičů) a jejich výběh se nachází v pavilonu Indonéské džungle. V únoru 2023 samice porodila mládě, první mládě luskouna narozené v Evropě.

## Systematika
Postavení luskounů mezi savci bylo dlouho nejasné. Bývali řazeni do různých řádů obsahujících savce živící se mravenci, především k chudozubým (Xenarthra), kteří obsahují mravenečníky, lenochody a pásovce, kteří se způsobem života luskounům velmi podobají. Genetické studie však ukázaly, že nejbližšími příbuznými luskounů jsou šelmy (Carnivora), se kterými tvoří klad Ferae. Postavení luskounů mezi ostatními řády savců v rámci skupiny Boreoeutheria je znázorněno v kladogramu níže:
|  | Pholidota (luskouni)                                                      |
|  |                                                                           |
|  | Carnivora (kočkovití, hyenovití, psovití, medvědovití, ploutvonožci, ...) |
|  |                                                                           |

|  | Perissodactyla (koně, tapíři, nosorožci, ...)                          |
|  |                                                                        |
|  | Cetartiodactyla (velbloudi, prasata, přežvýkavci, hroši, kytovci, ...) |
|  |                                                                        |

|  | Pholidota (luskouni)                                                      |
|  |                                                                           |
|  | Carnivora (kočkovití, hyenovití, psovití, medvědovití, ploutvonožci, ...) |
|  |                                                                           |

|  | Perissodactyla (koně, tapíři, nosorožci, ...)                          |
|  |                                                                        |
|  | Cetartiodactyla (velbloudi, prasata, přežvýkavci, hroši, kytovci, ...) |
|  |                                                                        |

|  | Pholidota (luskouni)                                                      |
|  |                                                                           |
|  | Carnivora (kočkovití, hyenovití, psovití, medvědovití, ploutvonožci, ...) |
|  |                                                                           |

|  | Perissodactyla (koně, tapíři, nosorožci, ...)                          |
|  |                                                                        |
|  | Cetartiodactyla (velbloudi, prasata, přežvýkavci, hroši, kytovci, ...) |
|  |                                                                        |

|  | Pholidota (luskouni)                                                      |
|  |                                                                           |
|  | Carnivora (kočkovití, hyenovití, psovití, medvědovití, ploutvonožci, ...) |
|  |                                                                           |

|  | Perissodactyla (koně, tapíři, nosorožci, ...)                          |
|  |                                                                        |
|  | Cetartiodactyla (velbloudi, prasata, přežvýkavci, hroši, kytovci, ...) |
|  |                                                                        |

|  | Pholidota (luskouni)                                                      |
|  |                                                                           |
|  | Carnivora (kočkovití, hyenovití, psovití, medvědovití, ploutvonožci, ...) |
|  |                                                                           |

|  | Perissodactyla (koně, tapíři, nosorožci, ...)                          |
|  |                                                                        |
|  | Cetartiodactyla (velbloudi, prasata, přežvýkavci, hroši, kytovci, ...) |
|  |                                                                        |

|  | Pholidota (luskouni)                                                      |
|  |                                                                           |
|  | Carnivora (kočkovití, hyenovití, psovití, medvědovití, ploutvonožci, ...) |
|  |                                                                           |

|  | Perissodactyla (koně, tapíři, nosorožci, ...)                          |
|  |                                                                        |
|  | Cetartiodactyla (velbloudi, prasata, přežvýkavci, hroši, kytovci, ...) |
|  |                                                                        |

|  | Pholidota (luskouni)                                                      |
|  |                                                                           |
|  | Carnivora (kočkovití, hyenovití, psovití, medvědovití, ploutvonožci, ...) |
|  |                                                                           |

|  | Perissodactyla (koně, tapíři, nosorožci, ...)                          |
|  |                                                                        |
|  | Cetartiodactyla (velbloudi, prasata, přežvýkavci, hroši, kytovci, ...) |
|  |                                                                        |

|  | Pholidota (luskouni)                                                      |
|  |                                                                           |
|  | Carnivora (kočkovití, hyenovití, psovití, medvědovití, ploutvonožci, ...) |
|  |                                                                           |

|  | Perissodactyla (koně, tapíři, nosorožci, ...)                          |
|  |                                                                        |
|  | Cetartiodactyla (velbloudi, prasata, přežvýkavci, hroši, kytovci, ...) |
|  |                                                                        |

|  | Pholidota (luskouni)                                                      |
|  |                                                                           |
|  | Carnivora (kočkovití, hyenovití, psovití, medvědovití, ploutvonožci, ...) |
|  |                                                                           |

|  | Perissodactyla (koně, tapíři, nosorožci, ...)                          |
|  |                                                                        |
|  | Cetartiodactyla (velbloudi, prasata, přežvýkavci, hroši, kytovci, ...) |
|  |                                                                        |

|  | Pholidota (luskouni)                                                      |
|  |                                                                           |
|  | Carnivora (kočkovití, hyenovití, psovití, medvědovití, ploutvonožci, ...) |
|  |                                                                           |

|  | Perissodactyla (koně, tapíři, nosorožci, ...)                          |
|  |                                                                        |
|  | Cetartiodactyla (velbloudi, prasata, přežvýkavci, hroši, kytovci, ...) |
|  |                                                                        |

|  | Pholidota (luskouni)                                                      |
|  |                                                                           |
|  | Carnivora (kočkovití, hyenovití, psovití, medvědovití, ploutvonožci, ...) |
|  |                                                                           |

|  | Perissodactyla (koně, tapíři, nosorožci, ...)                          |
|  |                                                                        |
|  | Cetartiodactyla (velbloudi, prasata, přežvýkavci, hroši, kytovci, ...) |
|  |                                                                        |

|  | Pholidota (luskouni)                                                      |
|  |                                                                           |
|  | Carnivora (kočkovití, hyenovití, psovití, medvědovití, ploutvonožci, ...) |
|  |                                                                           |

|  | Perissodactyla (koně, tapíři, nosorožci, ...)                          |
|  |                                                                        |
|  | Cetartiodactyla (velbloudi, prasata, přežvýkavci, hroši, kytovci, ...) |
|  |                                                                        |

|  | Pholidota (luskouni)                                                      |
|  |                                                                           |
|  | Carnivora (kočkovití, hyenovití, psovití, medvědovití, ploutvonožci, ...) |
|  |                                                                           |

|  | Perissodactyla (koně, tapíři, nosorožci, ...)                          |
|  |                                                                        |
|  | Cetartiodactyla (velbloudi, prasata, přežvýkavci, hroši, kytovci, ...) |
|  |                                                                        |

|  | Pholidota (luskouni)                                                      |
|  |                                                                           |
|  | Carnivora (kočkovití, hyenovití, psovití, medvědovití, ploutvonožci, ...) |
|  |                                                                           |

|  | Perissodactyla (koně, tapíři, nosorožci, ...)                          |
|  |                                                                        |
|  | Cetartiodactyla (velbloudi, prasata, přežvýkavci, hroši, kytovci, ...) |
|  |                                                                        |

|  | Pholidota (luskouni)                                                      |
|  |                                                                           |
|  | Carnivora (kočkovití, hyenovití, psovití, medvědovití, ploutvonožci, ...) |
|  |                                                                           |

|  | Perissodactyla (koně, tapíři, nosorožci, ...)                          |
|  |                                                                        |
|  | Cetartiodactyla (velbloudi, prasata, přežvýkavci, hroši, kytovci, ...) |
|  |                                                                        |

|  | Pholidota (luskouni)                                                      |
|  |                                                                           |
|  | Carnivora (kočkovití, hyenovití, psovití, medvědovití, ploutvonožci, ...) |
|  |                                                                           |

|  | Perissodactyla (koně, tapíři, nosorožci, ...)                          |
|  |                                                                        |
|  | Cetartiodactyla (velbloudi, prasata, přežvýkavci, hroši, kytovci, ...) |
|  |                                                                        |

Vnitřní taxonomie luskounů je stále předmětem diskusí. Existuje celkem osm extantních druhů luskounů. Všechny druhy bývaly řazeny pod jediný rod Manis, ale genetické studie hovoří pro rozdělení až do tří samostatných rodů: Manis (asijští luskouni), Phataginus (afričtí stromoví luskouni) a Smutsia (afričtí zemní luskouni). Toto rozdělení akceptuje například Červený seznam IUCN. Naopak americká databáze ITIS stále pracuje s jediným rodem Manis.
Vnitřní taxonomie řádu luskouni včetně fosilních druhů podle studie Gaudin, Emry & Wible, 2009 (recentní taxony jsou vyznačeny tučně):
řád Pholidota Weber, 1904
- rod †Euromanis (Storch & Martin, 1994) Gaudin, Emry & Wible, 2009 [Eomanis krebsi Storch & Martin, 1994]
  - druh †Euromanis krebsi (Storch and Martin, 1994)
- rod †Eurotamandua Storch, 1981
  - druh †Eurotamandua joresi Storch, 1981
- podřád Eupholidota Gaudin, Emry & Wible, 2009
  - nadčeleď †Eomanoidea Gaudin, Emry & Wible, 2009
    - čeleď †Eomanidae Storch, 2003
      - rod †Eomanis Storch, 1978
        - druh †Eomanis waldi Storch, 1978

  - nadčeleď Manoidea Gaudin, Emry & Wible, 2009
    - rod Necromanis Filhol, 1893 [Leptomanis Filhol, 1893; Necrodasypus Filhol, 1893; Teutomanis Ameghino, 1905; Galliaetatus Ameghino, 1905]
      - druh †Necromanis franconica (Quenstedt, 1886) [Lutra franconica Quenstedt, 1886]
      - druh †Necromanis quercyi Filhol, 1893
      - druh †Necromanis parva Koenigswald, 1969

    - čeleď Patriomanidae Szalay & Schrenk 1998 sensu Gaudin, Emry & Pogue, 2006
      - rod †Cryptomanis Gaudin, Emry & Pogue, 2006
        - druh †Cryptomanis gobiensis Gaudin, Emry & Pogue, 2006

      - rod †Patriomanis Emry, 1970
        - druh †Patriomanis americana Emry, 1970

    - čeleď Manidae Gray, 1821
      - podčeleď Smutsiinae Gray, 1873 (afričtí luskouni)
        - rod Phataginus Rafinesque, 1821 [Phataginus Rafinesque, 1815 (nomen nudum); Triglochinopholis Fitzinger, 1872; Uromanis Pocock, 1924] (afričtí stromoví luskouni)
          - luskoun bělobřichý (P. tricuspis (Rafinesque, 1821))
          - luskoun dlouhoocasý (P. tetradactyla (Linnaeus, 1766))

        - rod Smutsia Gray, 1865 (afričtí zemní luskouni)
          - luskoun velký (S. gigantea (Illiger, 1815))
          - luskoun stepní (S. temmincki (Smuts, 1832))

      - podčeleď Maninae Gray, 1821 (asijští luskouni)
        - rod Manis Linnaeus, 1758 [Pholidotus Storr, 1780; Quaggelo Frisch, 1775; Pangolinus Rafinesque, 1821; Pangolinus Rafinesque, 1815 nomen nudum; Pangolin Gray, 1873; Phatages Sundevall, 1843]
          - †M. hungarica Kormos, 1934
          - †M. lydekkeri Trouessart
          - †M. paleojavanica Dubois, 1907
          - podrod Manis Linnaeus, 1758
            - luskoun tlustoocasý (M. crassicaudata Gray, 1827)
            - luskoun krátkoocasý (M. pentadactyla Linnaeus, 1758)
            - manis mysteria
            - manis indoburmanica

          - podrod Paramanis Pocock, 1924
            - luskoun ostrovní (M. javanica Desmarest, 1822)
            - luskoun filipínský (M. culionensis de Elera, 1895)